# Luiz Henrique (futebolista)
Luiz Henrique André Rosa da Silva (Petrópolis, 2 de janeiro de 2001) é um futebolista brasileiro que atua como ponta-direita. Atualmente joga pelo Zenit, da Rússia.
Revelado pelo Fluminense, Luiz Henrique destacou-se cedo e foi negociado para o futebol europeu. No entanto, seu maior destaque foi no Botafogo na temporada 2024, onde sagrou-se campeão brasileiro e da Copa Libertadores, além de obter sua primeira convocação para a Seleção Brasileira.

## Carreira

### Fluminense
Natural de Petrópolis, no Rio de Janeiro, filho de Luiz Carlos, um chefe de cozinha, e Luciele, Luiz Henrique possui cinco irmãos. O jogador chegou às categorias de base do Fluminense em 2010, aos 9 anos de idade.
Aos 11 anos cogitou abandonar o futebol para se dedicar ao judô, uma vez que a distância entre Xerém, local do centro de treinamento da base do Fluminense, e sua residência na época em Petrópolis era grande, além das incertezas de renovação de contrato.
Realizou sua estreia no time principal no dia 12 de agosto de 2020, entrando no segundo tempo no lugar de Nenê, num empate por 1–1 contra o Palmeiras, em jogo válido pelo Campeonato Brasileiro.
No dia 7 de setembro, Luiz Henrique renovou seu contrato com o Fluminense até dezembro de 2025. Marcou seu primeiro gol como profissional no dia 17 de outubro, num empate por 2–2 contra o Ceará.
No total pelo tricolor carioca, o atacante atuou em 120 jogos, marcou 14 gols e deu 14 assistências. Luiz Henrique fez sua despedida no dia 26 de junho de 2022, numa vitória sobre 1 a 0 sobre o Botafogo, no Estádio Nilton Santos. Após a partida, o jogador foi carregado pelos companheiros de equipe e ovacionado pela torcida.

### Betis
Teve a sua contratação anunciada pelo Betis no dia 1 de julho de 2022, assinando contrato até dezembro de 2028. Jogando pelo clube da cidade de Sevilha, o brasileiro atuou em 11 jogos como titular, marcou um gol e deu três assistências. Luiz Henrique foi destaque em seu penúltimo jogo, no dia 21 de janeiro de 2024, ao dar assistência para Isco fazer um dos gols da vitória por 4–2 sobre o Barcelona. O atacante atuou por 90 minutos nesse duelo, assim como contra o Granada.
Luiz Henrique encerrou sua passagem no Real Betis com 64 jogos, quatro gols e 10 assistências.

### Botafogo
Após uma disputa com o Flamengo e o Fluminense pela contratação ou empréstimo do jogador, o empresário John Textor, dono da Eagle Football e acionista majoritário do Botafogo, anunciou a contratação de Luiz Henrique no dia 31 de janeiro de 2024, após repercussão midiática da até então atual maior contratação do futebol brasileiro, nos valores de 106,6 milhões de reais. O atleta assinou por uma temporada com a camisa do Alvinegro, sendo a segunda maior contratação da história do futebol brasileiro em valores nominais, e a sexta em valores corrigidos pelo inflação.
Em seu segundo jogo pelo Botafogo, durante uma partida contra o Volta Redonda, válida pelo Campeonato Carioca, Luiz Henrique sentiu a panturrilha e deixou o campo aos 32 minutos do segundo tempo. A lesão foi constatada pelo Botafogo no dia 16 de fevereiro, em comunicado oficial.
Luiz Henrique só voltou a atuar pelo Fogão no dia 31 de março, na vitória sobre o Boavista por 2–0, pelo segundo jogo da final da Taça Rio. O atacante atuou pelos 45 minutos iniciais. Marcou seu primeiro gol pelo clube no dia 24 de abril, na vitória sobre o Universitario por 3–1 pela Copa Libertadores.
Teve grande destaque na campanha campeã do clube na Libertadores, tendo feito grande diferença na partida de ida da semifinal contra o Penãrol, onde marcou o gol mais bonito da goleada por 5x0, encobrindo o goleiro uruguaio. No dia 30 de novembro de 2024, Luiz Henrique marca um dos gols na Final da Copa Libertadores aos 35' do 1º Tempo onde abriu o placar e, poucos minutos após, sofre o pênalti que Alex Telles converteu para marcar o segundo gol da equipe carioca. No mesmo dia, o atleta acaba por se consagrar campeão da Copa Libertadores da América 2024, a primeira do Botafogo. 
No dia 8 de dezembro de 2024, Luiz Henrique ganha seu segundo título com a camisa do Botafogo em uma semana, dessa vez o Campeonato Brasileiro de 2024, além das conquistas dos prêmios individuais como Craque do Campeonato Brasileiro, Melhor Atacante, Herói da Final e melhor jogador da Copa Libertadores e Rei da América.
Luiz Henrique encerrou sua primeira temporada com 12 gols. O mais importante, na final da Libertadores, em partida que ele também sofreu um pênalti. O camisa sete ainda ajudou o alvinegro com seis assistências.

### Zenit
Em 18 de janeiro de 2025, o atacante foi negociado com o FC Zenit São Petersburgo, assinando um contrato de quatro anos com opção de extensão por mais um ano. O jogador também tinha propostas do Lyon e da Fiorentina, entretanto, optou pelo clube russo. Em junho de 2025, Luiz contou em uma entrevista que tentou permanecer no Botafogo, mas o dono da SAF do clube, John Textor, optou por vender o jogador. Apesar disso, o atacante disse que não se arrepende de ter ido para o clube russo.

## Carreira internacional
Em agosto de 2023, chegou a integrar a lista de 23 convocados para a Seleção Olímpica, mas teve seu nome retirado pelo técnico interino Ramon Menezes após ser citado em uma denúncia de suposto envolvimento numa aposta casada de cartões amarelos, feita por pessoas que seriam próximas ao jogador Lucas Paquetá. No entanto, a organizadora do Campeonato Espanhol não encontrou provas para abrir a denúncia.
Foi convocado em agosto de 2024 pela primeira vez para a Seleção Brasileira principal pelo técnico Dorival Júnior visando as partidas contra Equador e Paraguai, válidas pelas Eliminatórias da Copa do Mundo de 2026. Em sua estreia, iniciou como titular na partida contra o Equador, em que o Brasil venceu por 1 a 0 no Estádio Couto Pereira.
Em 10 de outubro de 2024, Luiz Henrique marcou seu primeiro gol pela Seleção Brasileira. Foi o gol da vitória do Brasil por 2 a 1 contra o Chile em Santiago, pelas Eliminatórias.

## Estatísticas
| Clube             | Temporada         | Liga              | Liga  | Liga | Copa  | Copa | Continental | Continental | Outros | Outros | Total | Total |
| Clube             | Temporada         | Divisão           | Jogos | Gols | Jogos | Gols | Jogos       | Gols        | Jogos  | Gols   | Jogos | Gols  |
| ----------------- | ----------------- | ----------------- | ----- | ---- | ----- | ---- | ----------- | ----------- | ------ | ------ | ----- | ----- |
| Fluminense        | 2020              | Série A           | 26    | 2    | 2     | 0    | —           | —           | 0      | 0      | 28    | 2     |
| Fluminense        | 2021              | Série A           | 33    | 6    | 6     | 1    | 10          | 0           | 6      | 0      | 55    | 7     |
| Fluminense        | 2022              | Série A           | 14    | 2    | 3     | 1    | 10          | 2           | 10     | 0      | 37    | 4     |
| Fluminense        | Total             | Total             | 73    | 10   | 11    | 2    | 20          | 2           | —      | —      | 120   | 14    |
| Betis             | 2022–23           | La Liga           | 33    | 1    | 2     | 0    | 7           | 2           | 1      | 0      | 43    | 3     |
| Betis             | 2023–24           | La Liga           | 14    | 0    | 2     | 1    | 5           | 0           | —      | —      | 21    | 1     |
| Betis             | Total             | Total             | 47    | 1    | 4     | 1    | 12          | 4           | 1      | 0      | 64    | 4     |
| Botafogo          | 2024              | Série A           | 23    | 4    | 4     | 1    | 8           | 2           | 3      | 0      | 38    | 7     |
| Total na carreira | Total na carreira | Total na carreira | 143   | 15   | 19    | 4    | 40          | 6           | 1      | 0      | 202   | 25    |

## Títulos
Fluminense
- Campeonato Carioca: 2022[32]

Botafogo
- Copa Libertadores da América: 2024[24]
- Campeonato Brasileiro: 2024[33]
- Taça Rio: 2024

### Prêmios individuais
- Jogador do mês do Campeonato Brasileiro: agosto de 2024[34]
- Prêmio Vale Investir (jogador jovem do mês): outubro de 2024[35]
- Herói do Torneio (Copa Libertadores da América): 2024[36]
- Equipe da temporada da Copa Libertadores da América: 2024[37]
- Seleção do Campeonato Brasileiro: 2024[38]
- Craque do Campeonato Brasileiro: 2024[39]
- Melhor Atacante (Bola de Prata): 2024[33]
- Seleção da Temporada (Troféu Mesa Redonda): 2024[40]
- Rei da América: 2024[41]
- Equipe Ideal da América (El País): 2024[42]